# تايلور برايس
تايلور برايس (بالإنجليزية: Taylor Price)‏ هو لاعب كرة قدم أمريكية أمريكي، ولد في 8 أكتوبر 1987 في هيليارد في الولايات المتحدة.

## وصلات خارجية
- تايلور برايس على موقع مرجع كرة القدم المحترفة.كوم (الإنجليزية)